# Penelope Nice
Penelope Nice é uma atriz cômica britânica.

## Filmografia
- Revolting People (rádio) - Cora Oliphant (2001-2004)
- Doctors - Sarah Shapiro (1 episódio, 2000)
- Mr. Bean (1 episódio, 1995)
- Bodger and Badger (1 episódio, 1995)
- Drop the Dead Donkey - Nurse (1 episódio, 1991)
- The Bill - Sra. Potter (1 episódio, 1991)
- Press Gang - Sra. Day  (6 episódios, 1989-1990)
- The Franchise Affair (1988) (TV) - Sra. Wynn
- Casualty - Sra. Lippman (1 episódio, 1987)
- She'll Be Wearing Pink Pyjamas (1984) - Ann
- Tales of the Unexpected - Julie Forester (1 episódio, 1983)
- BBC2 Playhouse - Tina (1 episode, 1982)
- Room Service (1979) Série de televisão - Marlene Barry (episódios desconhecidos)
- Within These Walls - Carol Standstead / ... (2 episódios, 1976-1978)

## Rádio
- Molesworth - 1987 - Sra. Molesworth